# جاكلين ماكولاي
جاكلين ماكولاي (بالإنجليزية: Jacqueline Macaulay)‏ هي ممثلة بريطانية، ولدت في 24 أبريل 1967 في دونكاستر في المملكة المتحدة.

## أعمال

### أفلام
- (2008) القارئ[3][4]

## وصلات خارجية
- جاكلين ماكولاي على موقع IMDb (الإنجليزية)
- جاكلين ماكولاي على موقع ألو سيني (الفرنسية)
- جاكلين ماكولاي على موقع ميوزك برينز (الإنجليزية)
- جاكلين ماكولاي على موقع ديسكوغز (الإنجليزية)
- جاكلين ماكولاي على موقع قاعدة بيانات الفيلم (الإنجليزية)
- جاكلين ماكولاي على موقع كينوبويسك (الروسية)